# Julio Goslar
Julio Goslar (* 10. August 1883 in Siegen (Westfalen); † 22. Januar 1976 in Köln) war ein Kirchenmusiker in Köln, der in der Zeit des Nationalsozialismus wegen seiner jüdischen Abstammung entlassen und entrechtet wurde.

## Leben

### Bis 1933

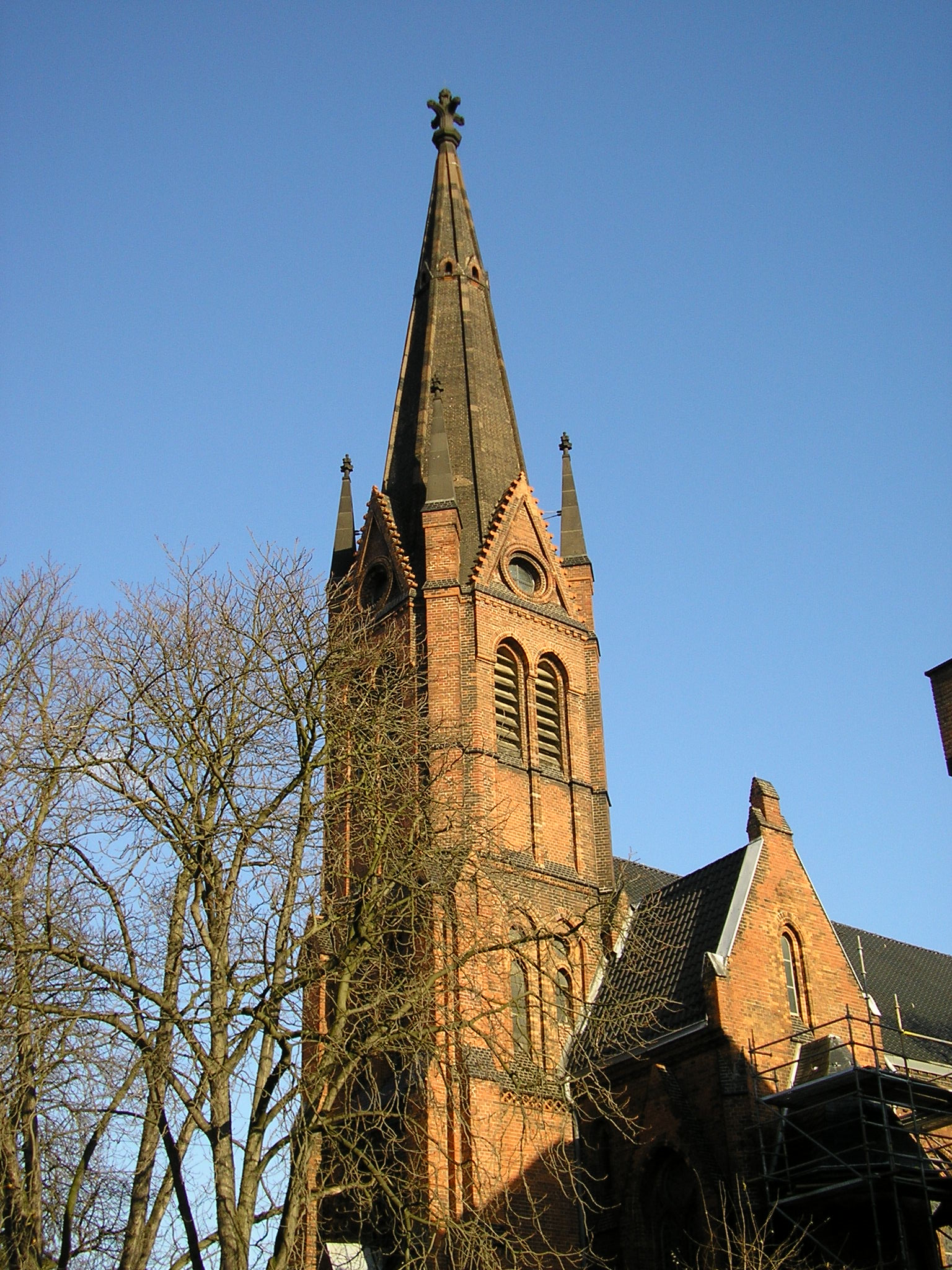
Die Lutherkirche in Köln-Nippes

Geboren in einem jüdischen Elternhaus als Sohn des Tuch- und Kleiderhändlers Israel Goslar und der Schriftstellerin, Klavier- und Gesangslehrerin Emma Goslar verließ er noch während der Schulzeit das elterliche Haus, zog zu seiner Schwester nach Köln und bestand dort im Jahr 1903 am Dreikönigsgymnasium seine Abiturprüfung. Dem Wunsch der Eltern, Rabbiner zu werden, kam er zunächst insofern nach, als er sechs Jahre lang in Berlin Philosophie, Germanistik, Geschichte und Neuere Sprachen studierte. Seine Liebe zur Musik ließ ihn aber im Jahr 1909 nach Köln wechseln, um sich dort dem musikwissenschaftlichen Studium zu widmen. 1914 konvertierte Julio Goslar zum Christentum. Er war im Ersten Weltkrieg Frontsoldat, in dessen Folge er mit dem Frontkämpfer-Ehrenzeichen dekoriert wurde. Im Jahr 1921 wurde Goslar von der Evangelischen Kirchengemeinde Köln-Nippes als Organist der dortigen Lutherkirche und Leiter des Kirchenchores eingestellt. Des Weiteren war er Orchesterleiter, Konzertpianist, Musikwissenschaftler, Komponist, Lehrer für Klavier und Musiktheorie sowie Leiter des Volkschors Köln.

### In der Zeit des Nationalsozialismus
Mit der Machtergreifung der Nationalsozialisten geriet der gebürtige Jude Julio Goslar in Bedrängnis, spätestens als es im Jahr 1933 in einem Aufsatz in der Zeitschrift Musik und Kirche hieß: „Das dritte Reich der Deutschen fordert von jedem ein Bekenntnis“, welches man nicht nur „im Munde führen“, sondern das man auch leben und das „auch für die Kirche und in ihr die Kirchenmusik gelten“ müsse. Im Jahr 1934 schloss die Reichsmusikkammer Goslar, den einzigen „volljüdischen“ evangelischen Kirchenmusiker Deutschlands, aus ihren Reihen aus. Ein Jahr später bezeichnete dieselbe Zeitschrift die Tatsache, dass „in Deutschland an Sonn- und Feiertagen und im Gottesdienst für deutsche Menschen christlicher Konfessionen Vollblutjuden seit Jahren die Orgel spielen“, als „schamlosen Verrat am Christentum“. Das Kampf- und Werbeblatt der SS Das Schwarze Korps griff das Thema auf und prangerte den „Rasse-Skandal auf deutschen Orgelbänken“ an.
Julio Goslars Situation wurde dadurch verschärft, dass er Sozialdemokrat und mit dem „roten Pfarrer“ Georg Fritze befreundet war. Das Presbyterium der Evangelischen Kirchengemeinde Köln-Nippes wurde im September 1935 vom Vizepräsidenten des altpreußischen Berliner Evangelischen Oberkirchenrates aufgefordert, Julio Goslar zu beurlauben. Dieser Aufforderung kam das Presbyterium umgehend nach. Die Beurlaubung wurde zwar aus formalen Gründen vom Oberkirchenrat wieder aufgehoben, weil dieser die Einmischung der Reichsmusikkammer in die Angelegenheiten der Kirche als Übergriff einer nichtkirchlichen Behörde empfand. Parallel dazu aber erklärte das Presbyterium in Köln-Nippes, das abgesehen von seinem Vorsitzenden aus nationalsozialistisch gesinnten Deutschen Christen bestand, sich solidarisch mit den Entscheidungen der Reichsmusikkammer, weswegen es die Beurlaubung des „Nicht-Ariers“ als „für uns verbindlich“ erklärte.
Im Folgenden wurde Julio Goslar verleumdet. Er wurde angeklagt mit dem Vorwurf, er verkehre „außerehelich mit einem deutschen Fräulein“, was seit Einführung der Nürnberger Gesetze als „Rassenschande“ mit Zuchthaus bestraft wurde. Spätestens als Der Stürmer zum „Fall Goslar“ schrieb: „Jud bleibt Jud – da hilft auch die Taufe nichts“, konnte die Suspendierung nicht mehr abgewendet werden, behauptete der anonym veröffentlichte Artikel doch, auch Martin Luther hätte „Goslar mit der Peitsche aus der Evangelischen Kirche“ herausgetrieben.
Julio Goslar kam dem zuvor, indem er nach 15 Jahren Tätigkeit für die Gemeinde am 22. Oktober 1936 seine Kündigung einreichte.
Julio Goslars Ehefrau Christel Josephine geb. Waimann (* 16. August 1886; † 8. Juli 1947) galt als „jüdisch versippt“. Eine offizielle Anfrage der Kirche, sie möge sich von ihrem Mann scheiden lassen, lehnte sie im Jahr 1936 in ihrem Schreiben an ihre Kirchenoberen in Düsseldorf und Berlin ab: „Unsere Ehe wurde 1916 kirchlich geschlossen, und nun rechnet man uns zu den Juden?? Verstehe das, wer kann! Ich nicht! [...] Mein 16-jähriger Sohn ist Halbarier [...], 1933 wurde er konfirmiert [...]. Mein Mann aber, der diesen [...] evangelischen Christen ernähren muß, wird brotlos gemacht. Verstehe das, wer kann, ich nicht!“
Julio Goslar musste als Zwangsarbeiter in die Judenkolonne der Stadt Köln. Nur kurz durfte er noch einmal als „Hilfskraft für das Gemeindeamt“ arbeiten. Goslars Sohn Hans Günter war zum Einsatz am Westwall abkommandiert. Im Mai 1943 wurde die Wohnung von Julio Goslar und seiner Familie bei einem Bombenangriff völlig zerstört, weshalb Goslar und seiner Frau Christel von der Gestapo eine „Auffangwohnung“ an der Ecke Zülpicher Straße/Universitätsstraße zugewiesen wurde. Aus dieser konnte das Ehepaar im Juli 1944 während eines erneuten Bombenangriffs entkommen und mit Hilfe von Freunden bis Kriegsende untertauchen. Zuerst versteckte sich das Ehepaar bei Heinrich und Anna Schieffer, Landwirte auf dem Röttenhof in Feldkassel, dann in einer Wohnung in der Siebachstraße 86 in Nippes, direkt gegenüber ihrer zerstörten früheren Wohnung und nicht weit entfernt von der Lutherkirche der Evangelischen Kirchengemeinde Köln-Nippes.

### Nachkriegszeit
Julio Goslar forderte nach Kriegsende von der Evangelischen Kirchengemeinde Köln-Nippes seine Wiedereinstellung, was das Presbyterium zunächst ablehnte. Erst auf Druck der alliierten Militärregierung gab die Kirchengemeinde nach und setzte Goslar im Jahr 1945 wieder in seine alten Rechte als Organist und Chorleiter ein. Gemeinsam mit Robert Görlinger und Hans Böckler hat Julio Goslar im Mai 1945 die Kölner SPD wiederbegründet. Bis Ende 1951 blieb er gerne und erfolgreich Kirchenmusiker in seiner Gemeinde Köln-Nippes. Auch nach dem Eintritt in den Ruhestand blieb er musikalisch aktiv, gründete Volks-Chöre und leitete Massenchöre bei Maifeiern, spielte die Orgel bei Gottesdiensten. Noch viele Jahre umrahmte er die Abiturentlassung seines Dreikönigsgymnasiums, häufig mit Chopin-Vorträgen.
Goslar verstarb 1976 im Alter von 92 Jahren in Köln.

## Ehrungen
Julio Goslar wurde von Bundespräsident Gustav Heinemann 1969 das Bundesverdienstkreuz am Bande zuerkannt. In Köln-Neu-Ehrenfeld ist eine Straße und in Köln-Nippes das Gemeindehaus der Lutherkirche seit 1989 nach Julio Goslar benannt.